# Gelis merceti
Gelis merceti là một loài tò vò trong họ Ichneumonidae.